# Spiralling
Singles de Keane
"The Night Sky"
(2007) "The Lovers Are Losing"
(2008)
Spiralling est un morceau du groupe de pop britannique Keane. C'est le premier morceau de musique de l'album Perfect Symmetry, sorti en 2008.
La chanson est devenue la chanson la plus diffusée au monde au cours de sa première semaine de sortie, ainsi que la chanson la plus téléchargée pour Universal, atteignant 500 000 téléchargements en moins d'une semaine.
Keane a interprété la chanson en direct devant un public pour la première fois lors des GQ Awards 2008 le 2 septembre 2008.
La chanson a remporté le prix de la meilleure piste aux Q Awards le 6 octobre 2008, avec les trois membres du groupe présents à la cérémonie pour accepter le prix. En 2013, Christopher McBride de Drowned in Sound a déclaré que la chanson "mettait en valeur Keane, peut-être pour la seule fois dans leur carrière, dans un mode day-glo exaltant. C'est un numéro élégant et brillant qui est sans doute l'un des grands singles pop des cinq dernières années."
La chanson a été reprise par les Sugababes en tant que face B de leur single de 2008 No Can Do.